# Fundição Alagoana
A Fundição Alagoana foi a primeira fundição do estado de Alagoas e uma das poucas no Nordeste.
No dia 23 de novembro de 1882 foi criada a firma Lima, Leite & Cia. Era formada pelo empresário Jacintho José Nunes Leite e o engenheiro mecânico Eduardo Lima. O propósito inicial era de criar uma fundição e caldeiraria.
Em 2 de dezembro de 1883 as 14 horas foi inaugurada a Fundição Alagoana, na época estava localizada na rua Conselheiro Saraiva com o limite da rua da Alfândega, atualmente se chama rua Sá e Albuquerque, localizada no bairro de Jaraguá.
Em 1884 o engenheiro Eduardo Lima faleceu tendo os seus direitos na fundição comprador de sua viúva pelo comendador Jacintho Nunes Leite.
Em agosto de 1884 o engenheiro mecânico José Rippol passou a exercer o cargo de Eduardo Lima.
Em setembro de 1909 o comendador Jacintho José Nunes Leite tentou vender a fundição. Em 1910 após não conseguir vender, a fundição passa a pertencer ao seu filho o engenheiro Jacintho José Nunes Leite Filho, sendo criada a firma Jacintho Leite, Filho & Costa que tinha como sócio Caetank de Albuquerque Silva Costa, marido de Emilia Nunes Leite, irmã do engenheiro.